# Beresje
Koordinaten: 58° 5′ N, 27° 35′ O

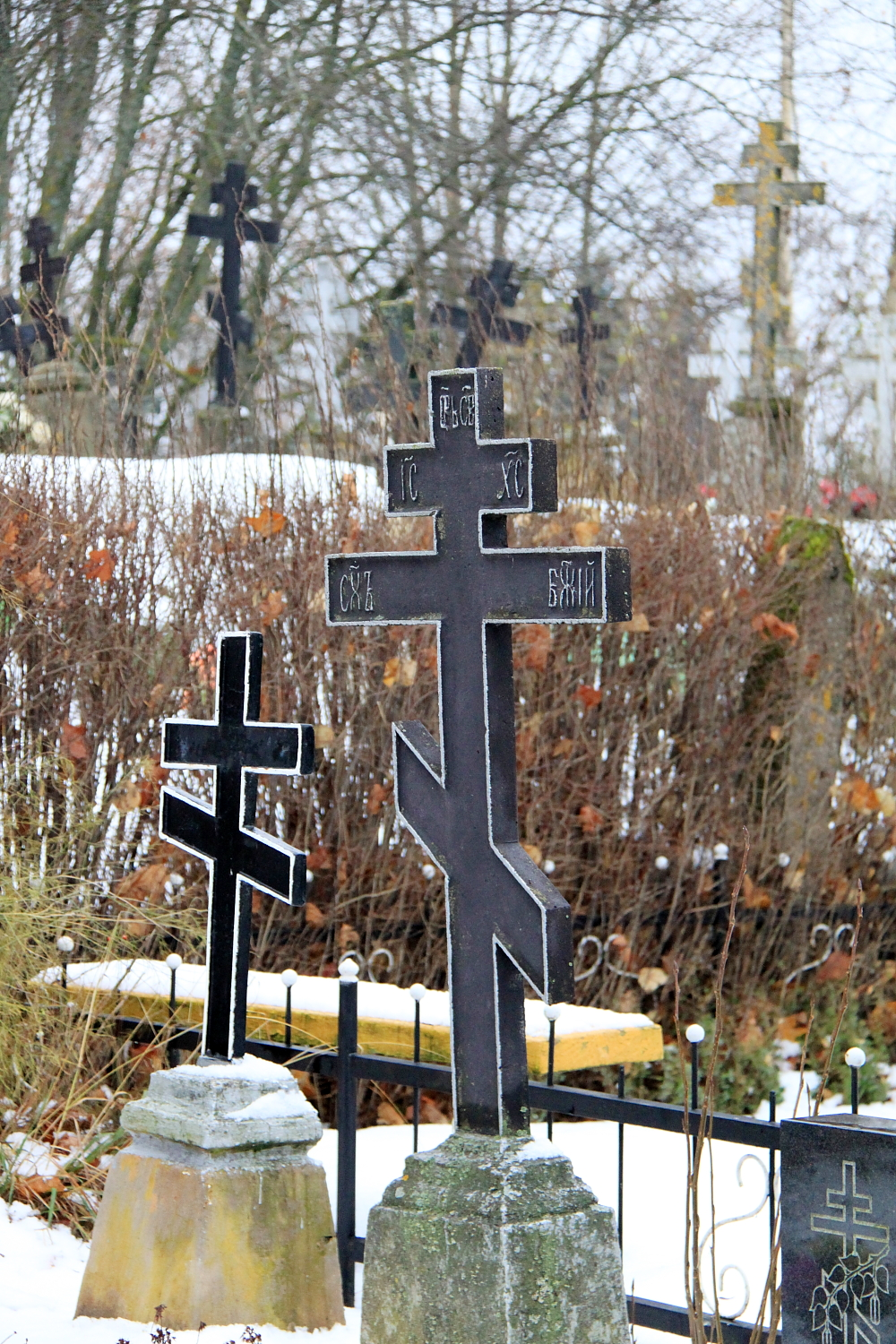
Friedhof

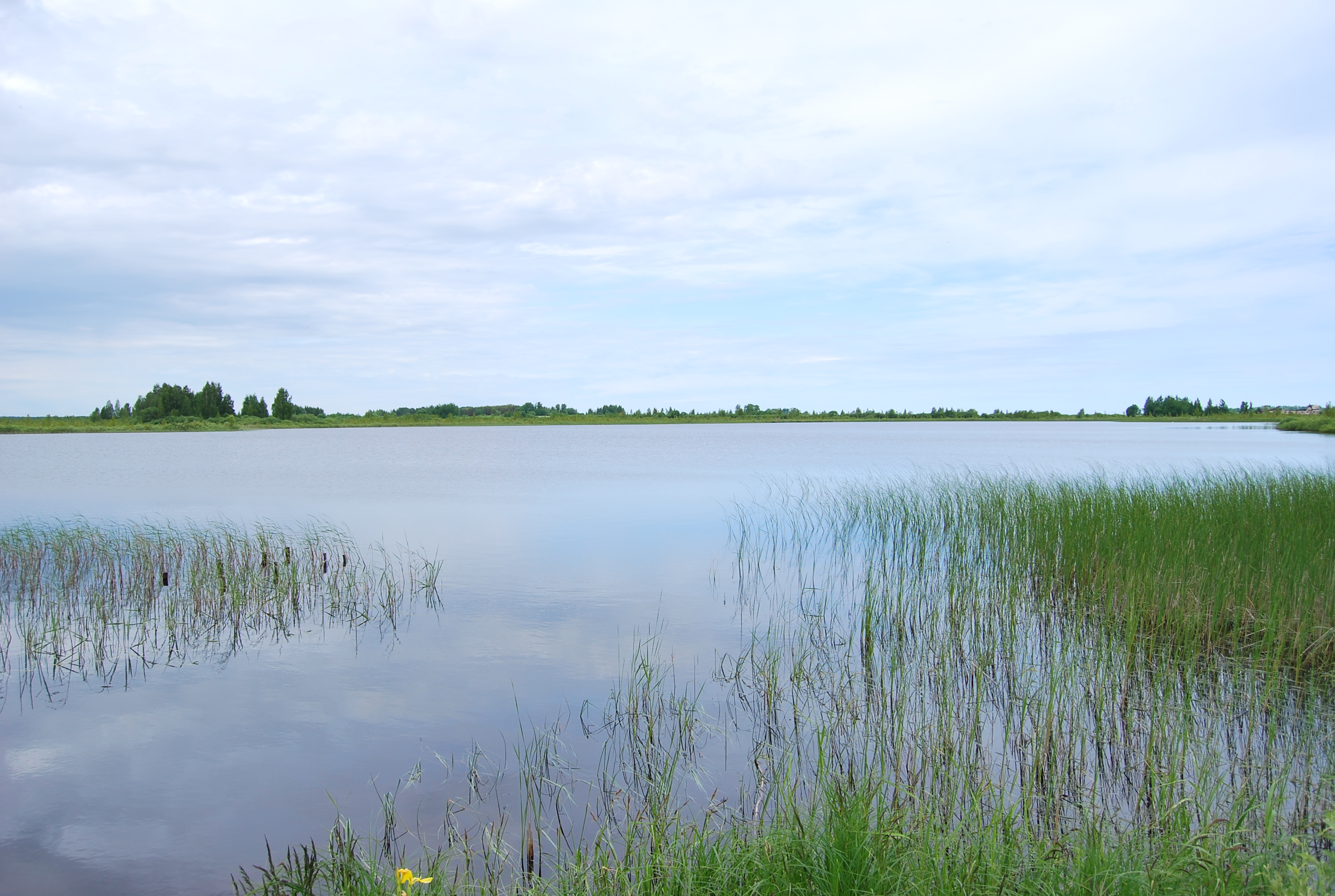
Der See Umbjärv

Beresje ist ein Dorf (estnisch küla) im Südosten Estlands. Es gehört zur Landgemeinde Setomaa im Kreis Võru (bis 2017 Mikitamäe im Kreis Põlva).

## Einwohnerschaft und Lage
Das typische Fischerdorf (Fang von Binnenstint) mit seinem alten Friedhof hat 38 Einwohner (Stand 31. Dezember 2011).
Es liegt auf einer kleinen Landspitze (Kivinõna neem), direkt am Peipussee. Südwestlich des Dorfkerns liegt der 17,5 Hektar große See Umbjärv.
Zur Einwohnerschaft Beresjes zählen zahlreiche Altgläubige.

## Geschichte und Etymologie
Der Ort wurde 1582 erstmals urkundlich erwähnt.
Der Name stammt vermutlich vom russischen Wort für Birke, Берёза, ab.